# Кардини, Франко
Франко Кардини (род. 5 августа 1940 года во Флоренции) — итальянский историк-медиевист, профессор Флорентийского университета; публицист и автор исторических романов.
Известен работами, посвящёнными исследованию Крестовых походов, взаимоотношений христианства и ислама в Средневековье и средневековым магическим представлениям.
В русском переводе издавались его монографии «Истоки средневекового рыцарства» и «Европа и ислам: история непонимания», а также издание «Путеводитель по Средневековью».